# Kanuslalom-Weltmeisterschaften 2021

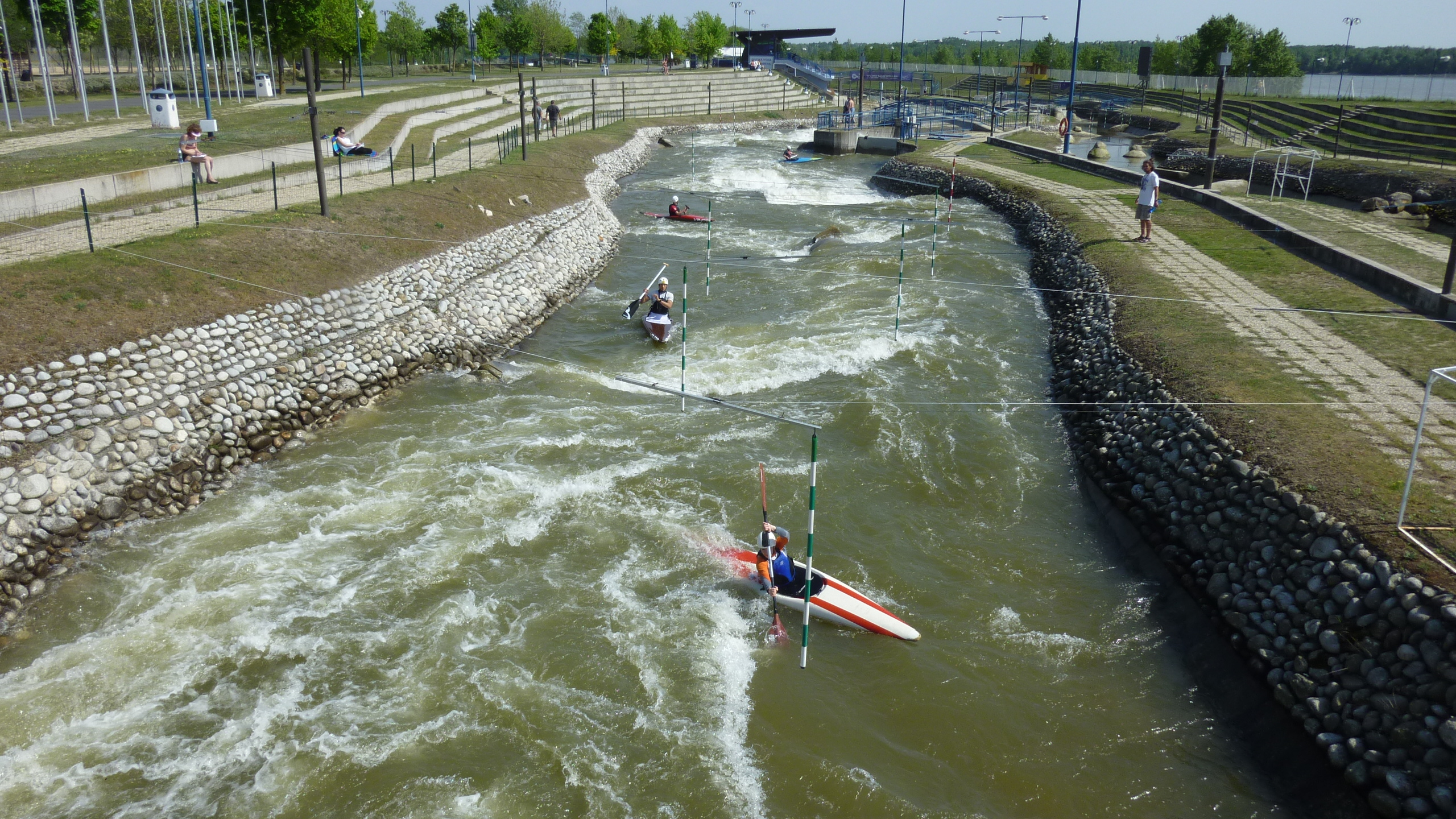
Areál Divoká Voda Čunovo

Die Kanuslalom-Weltmeisterschaften 2021 fanden vom 22. bis 26. September 2021 im Areál Divoká Voda Čunovo in der slowakischen Hauptstadt Bratislava statt. Im gleichen Zeitraum fanden hier die Wildwasserrennsport-Weltmeisterschaften statt. Veranstaltet wurden beide Weltmeisterschaften vom Internationalen Kanuverband (ICF).

## Ergebnisse

### Männer

#### Canadier
| Wettbewerb | Gold                                                        | Silber                                               | Bronze                                                     |
| C-1        | Václav Chaloupka                                            | Alexander Slafkovský                                 | Franz Anton                                                |
| C-1 Team   | FrankreichDenis Gargaud Chanut Martin Thomas Nicolas Gestin | TschechienLukáš Rohan Václav Chaloupka Vojtěch Heger | SlowakeiMatej Beňuš Alexander Slafkovský Marko Mirgorodský |

#### Kajak
| Wettbewerb | Gold                                                  | Silber                                            | Bronze                                             |
| K-1        | Boris Neveu                                           | Marcello Beda                                     | Joan Crespo                                        |
| K-1 Team   | FrankreichBoris Neveu Mathieu Biazizzo Benjamin Renia | SlowakeiJakub Grigar Martin Halčin Adam Gonšenica | SlowenienPeter Kauzer Martin Srabotnik Niko Testen |
| Extreme K1 | Joseph Clarke                                         | Finn Butcher                                      | Mario Leitner                                      |

### Frauen

#### Canadier
| Wettbewerb | Gold                                                       | Silber                                               | Bronze                                                |
| C-1        | Elena Apel                                                 | Mallory Franklin                                     | Gabriela Satková                                      |
| C-1 Team   | TschechienTereza Fišerová Gabriela Satková Martina Satková | SpanienNúria Vilarrubla Klara Olazabal Miren Lazkano | RCFAlsu Minasowa Polina Muchgalejewa Sulfija Sabitowa |

#### Kajak
| Wettbewerb | Gold                                                                | Silber                                                                  | Bronze                                                |
| K-1        | Ricarda Funk                                                        | Elena Apel                                                              | Kimberley Woods                                       |
| K-1 Team   | Vereinigtes KönigreichKimberley Woods Fiona Pennie Mallory Franklin | TschechienKateřina Minařík Kudějová Antonie Galušková Lucie Nesnídalová | SlowakeiEliška Mintálová Jana Dukátová Soňa Stanovská |
| Extreme K1 | Jessica Fox                                                         | Elena Apel                                                              | Evy Leibfarth                                         |

## Medaillenspiegel
| Platz  | Land                   | Gold | Silber | Bronze | Gesamt |
| ------ | ---------------------- | ---- | ------ | ------ | ------ |
| 1      | Frankreich             | 3    | —      | —      | 3      |
| 2      | Deutschland            | 2    | 2      | 1      | 5      |
| 2      | Tschechien             | 2    | 2      | 1      | 5      |
| 4      | Vereinigtes Königreich | 2    | 1      | 1      | 4      |
| 5      | Australien             | 1    | —      | —      | 1      |
| 6      | Slowakei               | —    | 2      | 2      | 4      |
| 7      | Spanien                | —    | 1      | 1      | 2      |
| 8      | Italien                | —    | 1      | —      | 1      |
| 8      | Neuseeland             | —    | 1      | —      | 1      |
| 10     | Australien             | —    | —      | 1      | 1      |
| 10     | RCF                    | —    | —      | 1      | 1      |
| 10     | Slowenien              | —    | —      | 1      | 1      |
| 10     | Vereinigte Staaten     | —    | —      | 1      | 1      |
| Gesamt | Gesamt                 | 10   | 10     | 10     | 30     |